# T-dualità
In fisica teorica, la T-dualità è una simmetria duale che consente di cancellare le differenze tra scale di distanza grandi e piccole; essa è la risultante della compattazione delle dimensioni spaziali extra all'interno della teoria delle superstringhe in dieci dimensioni. Le teorie della T-dualità, S-dualità e U-dualità si possono considerare come gli elementi iniziali di quella che viene chiamata la seconda rivoluzione della teoria delle stringhe.

## La teoria
Si consideri, come esempio per l'esplicazione della teoria, la direzione {\displaystyle X^{9}} in uno spazio-tempo piatto in dieci dimensioni, compattando questa direzione in un cerchio di raggio R, in modo che:
{\displaystyle X^{9}\approx X^{9}+2\pi R}.
Una particella che viaggiasse lungo questo cerchio possiederebbe una quantità di moto quantizzata secondo interi multipli di 1/R, e una particella nello stato n-esimo contribuisce, per quanto riguarda il suo momento quantizzato, al quadrato della massa totale della particella in quanto:
{\displaystyle m_{n}^{2}={\frac {n^{2}}{R^{2}}}}.
Anche una stringa, come le particelle, può muoversi anche intorno al cerchio ed il contributo al quadrato della massa della stringa è il medesimo di quello della particella. Ma una stringa chiusa può anche avvolgersi intorno al cerchio, ciò che una particella non può fare. Il numero di volte che la stringa si avvolge al cerchio è chiamato appunto numero di avvolgimento, denotato come {\displaystyle w} (dall'inglese, winding number) e {\displaystyle w} è anch'esso quantizzato in unità intere. Inoltre, posta la tensione come energia per unità di lunghezza, la stringa avvolta ha energia proprio perché è stirata e allungata intorno alla dimensione circolare. Il contributo dell'avvolgimento {\displaystyle E_{w}} all'energia della stringa è pari alla tensione della stringa {\displaystyle T_{stringa}} moltiplicata per la lunghezza totale della stringa, cioè la circonferenza del cerchio moltiplicata per il numero di volte {\displaystyle w} che la stringa è avvolta intorno al cerchio. In formule:
{\displaystyle T_{stringa}={\frac {1}{2\pi \alpha '}},\quad E_{w}=2\pi wRT_{stringa}={\frac {wR}{\alpha '}}}
dove
{\displaystyle \alpha '=L_{s}^{2}}
ci dice la lunghezza della scala {\displaystyle L_{s}} della teoria delle stringhe. Il quadrato della massa totale per ciascuna configurazione della stringa è
{\displaystyle m^{2}={\frac {n^{2}}{R^{2}}}+{\frac {w^{2}R^{2}}{\alpha '^{2}}}+{\frac {2}{\alpha '}}\left({N+{\tilde {N}}-2}\right)}
{\displaystyle {\tilde {N}}-N=nw}.
Gli interi {\displaystyle N} e {\displaystyle {\tilde {N}}} sono il numero di stati di oscillazione eccitati su una stringa chiusa durante il movimento destrorso o sinistrorso intorno alla circonferenza. La formula di sopra è invariante sotto lo scambio:
{\displaystyle R\leftrightarrow {\frac {\alpha '}{R}}}
e
{\displaystyle n\leftrightarrow w}.
In altre parole, si può scambiare la compattazione di raggio {\displaystyle R} con il raggio {\displaystyle {\frac {\alpha '}{R}}} se si scambia la modalità di avvolgimento con le configurazioni quantizzate della quantità di moto. Questo possibilità di cambiamento è alla base della duale nota come T-dualità. Si noti che se la compattazione di raggio {\displaystyle R} è molto più piccola della scala di stringa {\displaystyle L_{s}}, allora il raggio di compattazione dopo che l'avvolgimento e le configurazioni del momento sono state scambiate è molto più grande di quanto sia la scala di stringa {\displaystyle L_{s}}. Così la T-dualità cancella le differenze tra le dimensioni compattate molto più grandi della scala di stringa e quelle che invece sono più piccole. La T-dualità lega la superstringa tipo IIA al tipo IIB e la superstringa eterotica SO(32) alla eterotica E8×E8 . Una dualità tra la IIA e la IIB era imprevista, perché il tipo IIA ha fermioni non dotati di massa di entrambe le chiralità, che ne fanno una teoria non-chirale, al contrario del tipo IIB che è una teoria chirale e possiede fermioni senza massa con solamente una singola chiralità. La T-dualità è qualcosa di unico per la fisica; qualcosa che le particelle non possono fare, perché non hanno le "modalità di avvolgimento". Se la teoria delle stringhe è coerente con la natura, ciò implica che a qualche livello profondo, la separazione tra grande e piccolo in fisica non è fissa, ma relativa, dipendente da come si misurino le distanze e da come ne si contino gli stati. Sembrerebbe andare contro tutta la fisica classica, ma questo è invece un grande traguardo per una teoria di campo quantistico della gravità, perché la gravità deriva dal tensore metrico del campo che descrive le distanze tra gli eventi nello spazio-tempo.
La precedente trattazione vale per una stringa chiusa, nel caso di una stringa aperta si può anche definire la T-dualità introducendo il concetto delle D-brane perché per una stringa aperta non si può parlare di avvolgimento.